# Rebecca Paisley
 (novembre 2024).
Si vous disposez d'ouvrages ou d'articles de référence ou si vous connaissez des sites web de qualité traitant du thème abordé ici, merci de compléter l'article en donnant les références utiles à sa vérifiabilité et en les liant à la section « Notes et références ».
Rebecca Paisley (Rebecca Boado Rosas) est une auteur américaine de romances. Elle a publié neuf romans et quatre novellas entre 1990 et 1997, et deux autres romans en 2015.

## Récompenses

### Nominations
- Bed of Roses: best all-around historical romance of the year Romantic Time 1996[1].

### Prix
- Rebecca Paisley: 1995 Romantic Times Career Achievement Award winner
- A Basket of Wishes: 1995 RT Reviewers' Choice—Historical Romance Fantasy[1]
- A Basket of Wishes: 1995 RRA Best Love and Laughter
- Bed of Roses: 1996 RRA Best Multicultural Romance

## Œuvre

### Romans
- (en) The Barefoot Bride, 1990Inédit en France
- (en) Moonlight and Magic, 1990Inédit en France
- (en) Diamonds and Dreams, 1991Inédit en France
- (en) Rainbows and Rapture, 1992Inédit en France
- (en) Midnight and Magnolias, 1992Inédit en France
- (en) Heartstrings, 1994Inédit en France
- (en) A Basket of Wishes, 1995Inédit en France
- (en) Bed of Roses, 1996Inédit en France
- (en) Yonder Lies Heaven, 1997Inédit en France
- (en) Happily Forever After, 2015
- (en) A Prince to Call My Own, 2015

### Novellas
- (en) One Enchanted Christmas, 1993Inédit en France
- (en) Far Beyond Pearls, 1993Inédit en France
- (en) Gingham and Gold, 1995Inédit en France
- (en) Tickle My Fancy, 1996Inédit en France
- (en) In a Twinkling, 1996Inédit en France